# Богучанський район
Богучанський район (рос. Богучанский район) — адміністративна одиниця та муніципальне утворення в північно-східній частині Красноярського краю. Адміністративний центр — село Богучани.

## Географія
Район розташований в північно-східній частині Красноярського краю і відноситься до територій прирівняним до Крайної Півночі. Зі сходу на захід територію району перетинає річка Ангара. З півдня на північ район простягається на 280 км.
Площа району - 54 000 км². За своїми розмірами займає 5-е місце в краї (після Евенкійського, Таймирського, Туруханського та Єнісейського). Загальна площа лісових земель району - 52,78 тис. Км², покрито лісовим масивом - 49 тис. Км².
Суміжні території:
- Північ: Евенкійський район
- Схід: Кежемський район
- Південний схід: Іркутська область
- Південь: Абанський район
- Південний захід: Тасеєвський район
- Захід: Мотигінський район,

## Історія
Богучанської район утворений 4 квітня 1924 року.
Районним центром є село Богучани, засноване в 1642 олку козаками. Раніше територію району заселяли кочові племена евенків (тунгусів).

## Економіка
У Богучанському районі відомі родовища газу (пального і негорючого), кам'яного вугілля, торфу, заліза, марганцю, титану, ванадію, алюмінію, галію. Попередньо розвідано унікальне Чуктуконське родовище заліза, марганцю, рідкісних земель, рідкісних металів, апатитів. Відомі родовища глин і суглинків легкоплавких для цегли і керамзиту, вогнетривких глин, пісків для бетону, інших будівельних пісків, піщано-гравійних матеріалів, каменів будівельних, карбонатних порід для будівельного вапна, гіпсу і ангідриту для алебастру та будівельних виробів, ґрунтів.
Крім розвіданих і частково розвіданих родовищ, є значна кількість проявів, перспективних на багато видів сировини для промисловості і будівництва.
Основне заняття населення - експлуатація, вивезення та сплав лісу по Ангарі.
Йде будівництво Богучанського алюмінієвого заводу та пов'язаної з ним інфраструктури.